# 윤원철 (축구인)
윤원철(1979년 1월 6일~)은 은퇴한 대한민국의 축구 선수로, 포지션은 공격수였다.